# Vlag van Haaren

Gemeentevlag van 1971 tot 1997
Dorpsvlag van Haaren sinds 9 oktober 1997

Vlag van de gemeente Haaren
(1997-2021)

De vlag van Haaren is op 3 april 1997 vastgesteld als de gemeentelijke vlag van de Noord-Brabantse gemeente Haaren, na een fusie met de gemeenten Esch en Helvoirt. De beschrijving van de vlag luidt als volgt:
Twee banen; de eerste baan verdeeld in vier even hoge banen blauw, wit, blauw en wit, met daarin verdeeld in wit, blauw, wit en blauw vier molenijzers, en de tweede baan (de vlucht) vier even hoge banen wit, blauw, wit en blauw, met daarin centraal een geplante boom.
De vlag is afgeleid van het gemeentewapen van Haaren.
Per 1 januari 2021 is de gemeente Haaren opgeheven en opgedeeld over verschillende gemeenten. De plaats Haaren is bij Oisterwijk gevoegd.

## Eerste vlag
De eerste vlag van de toenmalige gemeente Haaren werd vastgelegd per raadsbesluit van 15 juni 1971. Deze verving de  tot dan toe als gemeentevlag gebruikte defileervlag uit 1935. De beschrijving luidt: 
Groen, met een doorboord wit kruis, waarbinnen een verkort wit kruis, de armen van eerstgenoemde kruis ter dikte van 1/4 van de vlaghoogte, van het als tweede genoemde kruis ter dikte van 1/20 van de vlaghoogte van de zijden van de vlag verwijderd.
De kleuren van de vlag waren afgeleid van het toenmalige gemeentewapen. Het ontwerp was van de Stichting voor Banistiek en Heraldiek. Motivering voor de keuze van twee kruisen was dat het schaap en het lam  volgens het werk van mr J.P.W.A. Smit, 'Brabantsche beelden en teekens van recht' (p. 122 e.v.), moesten worden  beschouwd als uit de kerkelijke symboliek stammende vrederechtemblemen en dat de kruisen op de vlag als symbolen voor datzelfde vrederecht konden gelden. Tevens  waren de kruisen te zien als een symbolische indicatie van het voormalige grootseminarie in de gemeente.
Men was echter vergeten de Hoge Raad van Adel op de hoogte te stellen van het besluit. Op 2 juli zond het college een afschrift aan de HRvA, die op 29 juli 1971 antwoordde met de mededeling geen bezwaar tegen het ontwerp te hebben.
Per 9 oktober 1997 is deze vlag vastgesteld als dorpsvlag voor Haaren.

### Verwante afbeeldingen

Wapen van Haaren (1997-2021)
Wapen van Haaren (1818-1997)

Aalburg 
· Aarle-Rixtel 
· Alphen en Riel 
· Bakel en Milheeze 
· Beek en Donk 
· Beers 
· Berghem 
· Berkel-Enschot 
· Berlicum 
· Bladel en Netersel 
· Borkel en Schaft 
· Boxmeer 
· Budel 
· Chaam 
· Cuijk 
· Cuijk en Sint Agatha 
· Den Dungen 
· Diessen 
· Dinteloord en Prinsenland 
· Drunen 
· Dussen 
· Engelen 
· Erp 
· Esch 
· Escharen 
· Fijnaart en Heijningen 
· Geffen 
· Geldrop 
· Gemert 
· Giessen 
· Ginneken en Bavel 
· Grave 
· 's Gravenmoer 
· Haaren 
· Halsteren 
· Haps 
· Heesch 
· Heeswijk-Dinther 
· Heeze 
· Helvoirt 
· Hoeven 
· Hooge en Lage Mierde 
· Hooge en Lage Zwaluwe 
· Hoogeloon, Hapert en Casteren 
· Huijbergen 
· Klundert 
· Landerd 
· Leende 
· Liempde 
· Lieshout 
· Lith 
· Luyksgestel 
· Maarheeze 
· Maasdonk 
· Made en Drimmelen 
· Megen, Haren en Macharen 
· Mierlo 
· Mill en Sint Hubert 
· Moergestel 
· Nieuw-Ginneken 
· Nieuw-Vossemeer 
· Nistelrode 
· Nuland 
· Oeffelt 
· Oost-, West- en Middelbeers 
· Oploo, Sint Anthonis en Ledeacker 
· Ossendrecht 
· Oud en Nieuw Gastel 
· Oudenbosch 
· Prinsenbeek 
· Putte 
· Raamsdonk 
· Ravenstein 
· Reusel 
· Riethoven 
· Rijsbergen 
· Rijswijk 
· Roosendaal en Nispen 
· Rosmalen 
· Schaijk 
· Schijndel 
· Sint Anthonis 
· Sint-Oedenrode 
· Sprang-Capelle 
· Standdaarbuiten 
· Terheijden 
· Teteringen 
· Uden 
· Udenhout 
· Veghel
· Vessem, Wintelre en Knegsel 
· Vierlingsbeek 
· Vlijmen 
· Wanroij 
· Waspik 
· Werkendam 
· Westerhoven 
· Willemstad 
· Woudrichem 
· Wouw 
· Zeeland 
· Zevenbergen
Acht
· Alphen
· Bavel
· Berghem
· Berlicum
· Biest-Houtakker
· Borkel en Schaft
· Chaam
· Cromvoirt
· Cuijk
· Den Dungen
· Dinteloord
· Effen
· Esch
· Galder
· Geeren-Noord
· Gemonde
· Haagse Beemden
· Haaren
· Halsteren
· Helvoirt
· Herpen
· Heusden
· Langenboom
· Leur
· Megen, Haren en Macharen
· Moergestel
· Nieuw-Vossemeer
· Nuland
· Olland
· Orthen
· Princenhage
· Ravenstein
· Rosmalen
· Sint-Michielsgestel
· Sprang
· Steenbergen
· Strijbeek
· Teteringen
· Ulvenhout
· Udenhout
· Velp
· Vierlingsbeek
· Waspik
· Wintelre
1. ↑  Wapens en vlaggen van Noord-Brabant, W.A. van Ham - Uitgeverij: De Walburgpers, 1986